# Bankovka sto korun českých

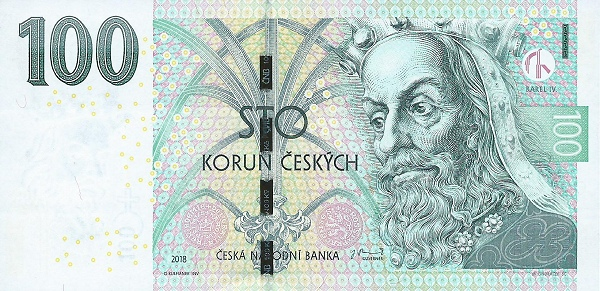
100 Kč – líc

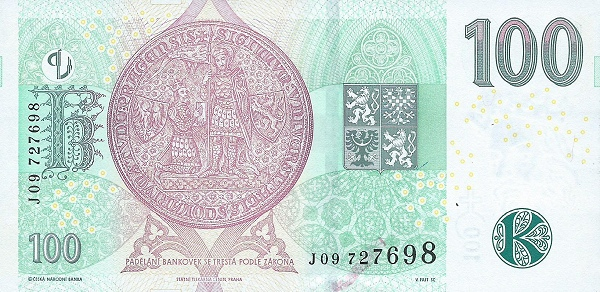
100 Kč – rub

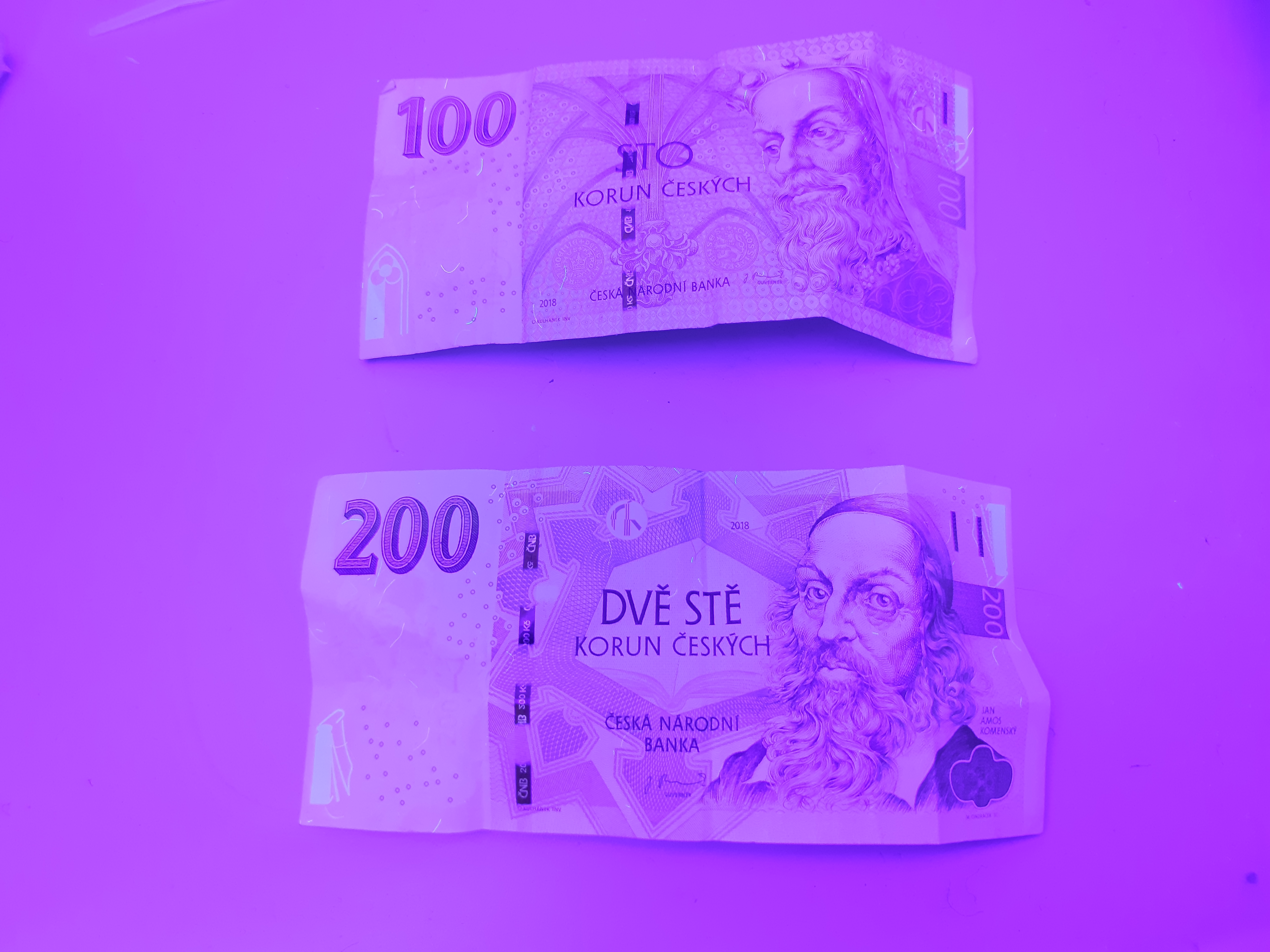
Bankovky 100 a 200 KČ pod ultrafialovým zářením. Všimněte si zářících vláken a grafických motivů vlevo dole.

Bankovka sto korun českých, tedy bankovka o hodnotě 100 Kč (lidově kilo), je česká bankovka s nejnižší hodnotou. Motiv navrhl český grafik Oldřich Kulhánek, autor všech v současnosti používaných českých bankovek. Na lícní straně je český král Karel IV. (ten je také na vodoznaku) a gotická klenba, na rubu pak pečeť Karlovy univerzity a dva gotické portály. Bankovka má mentolově zelené barvy a v pravém horním rohu má na lícní straně hmatovou značku pro nevidomé, jež má podobu jedné svislé čáry. Bankovku tiskne Státní tiskárna cenin v Praze.

## Rozměry
Bankovka má rozměry 140 x 69 mm. Tolerance ± 1,5 mm, šířka kuponu je 36 mm.

## Vzory
Nynější vzor se používá od 1. září 2018.

### Vzor 2018 s přítiskem 100. výročí měnové odluky

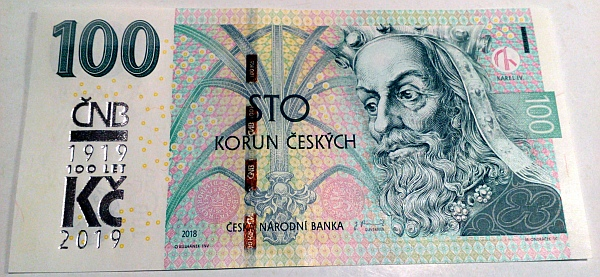
Výroční vzor 2018

Vzor je v oběhu od 30. ledna 2019. Ačkoliv se tyto bankovky nesprávně označují jako "vzor 2019" odkazující na rok vydání bankovek do oběhu, případně na rok uvedený na přítisku, jedná se formálně stále o vzor 2018. Od vzoru 2018 se bankovky odlišují pouze písmenem série a stříbřitým přítiskem "ČNB 1919-2019 100 let Kč" na lícní straně v místě vodoznaku. Pamětní přítisk odkazuje na výročí měnové odluky Československé koruny od koruny Rakousko-Uherska.

### Vzor 2018
Je v oběhu od 5. 9. 2018, oproti starším vzorům z let 1995 a 1997 se liší modernějšími a četnějšími bezpečnostními prvky i odlišnou stylizací vodoznaku doplněného o svislou hodnotovou číslici "100".

### Vzor 1997
Byl v oběhu od 15. 10. 1997 do 30. 6. 2022, výměna je možná od 1. 7. 2022 do 30. 6. 2024 ve všech bankách provádějících pokladní operace a od 1. 7. 2024 pouze v ČNB.

### Vzor 1995
Byl v oběhu od 21. 6. 1995 do 30. 6. 2022, výměna je možná od 1. 7. 2022 do 30. 6. 2024 ve všech bankách provádějících pokladní operace a od 1. 7. 2024 pouze v ČNB. 

### Vzor 1993
Byl v oběhu od 30. 6. 1993 do 31. 1. 2007. Výměna je možná od 1. 2. 2010 do odvolání na pobočkách ČNB. Na rozdíl od pozdějších vzorů se netiskl v Česku, ale v anglické tiskárně tisk Thomas De La Rue.